# 霍赫金采爾峰

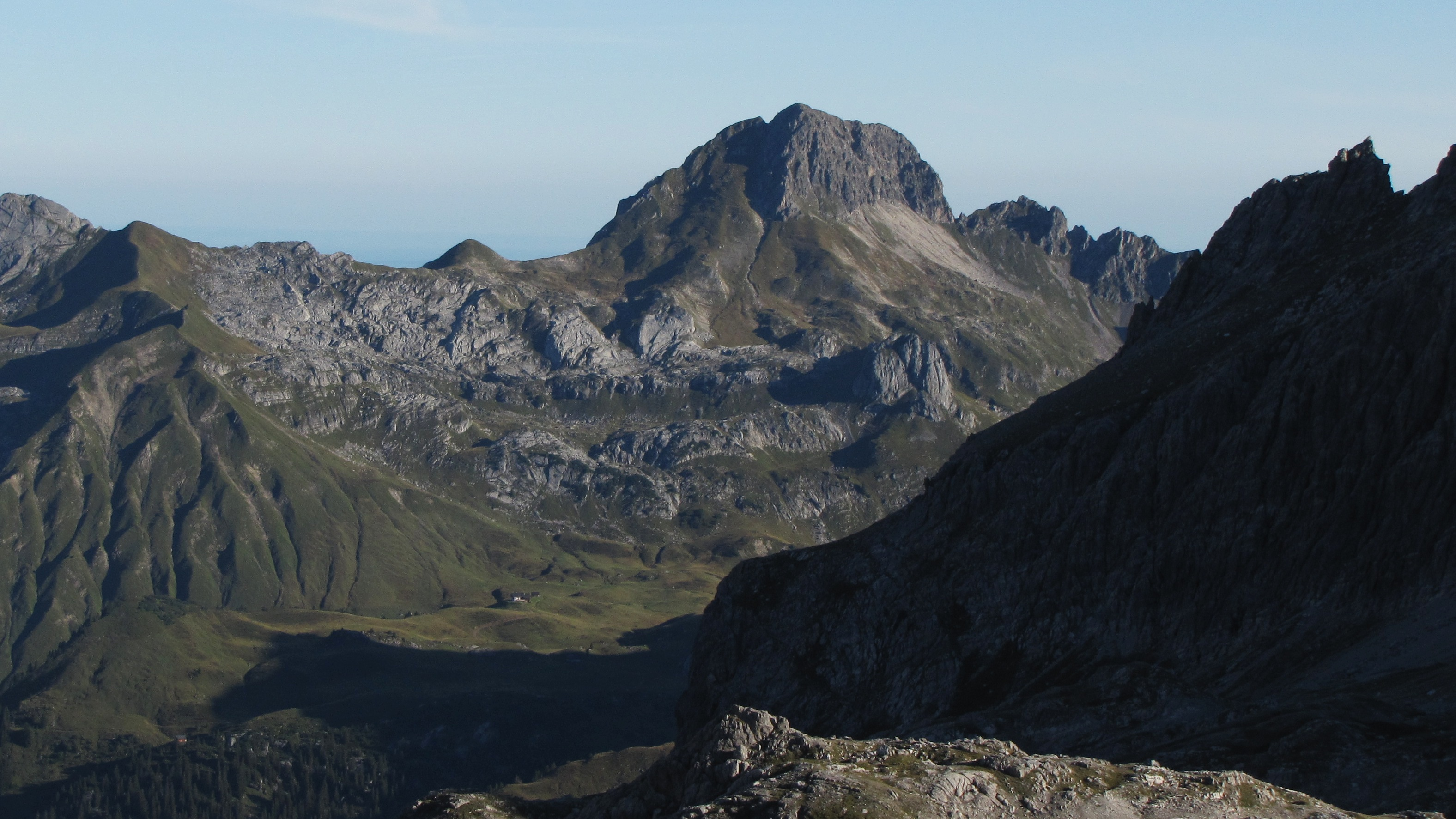

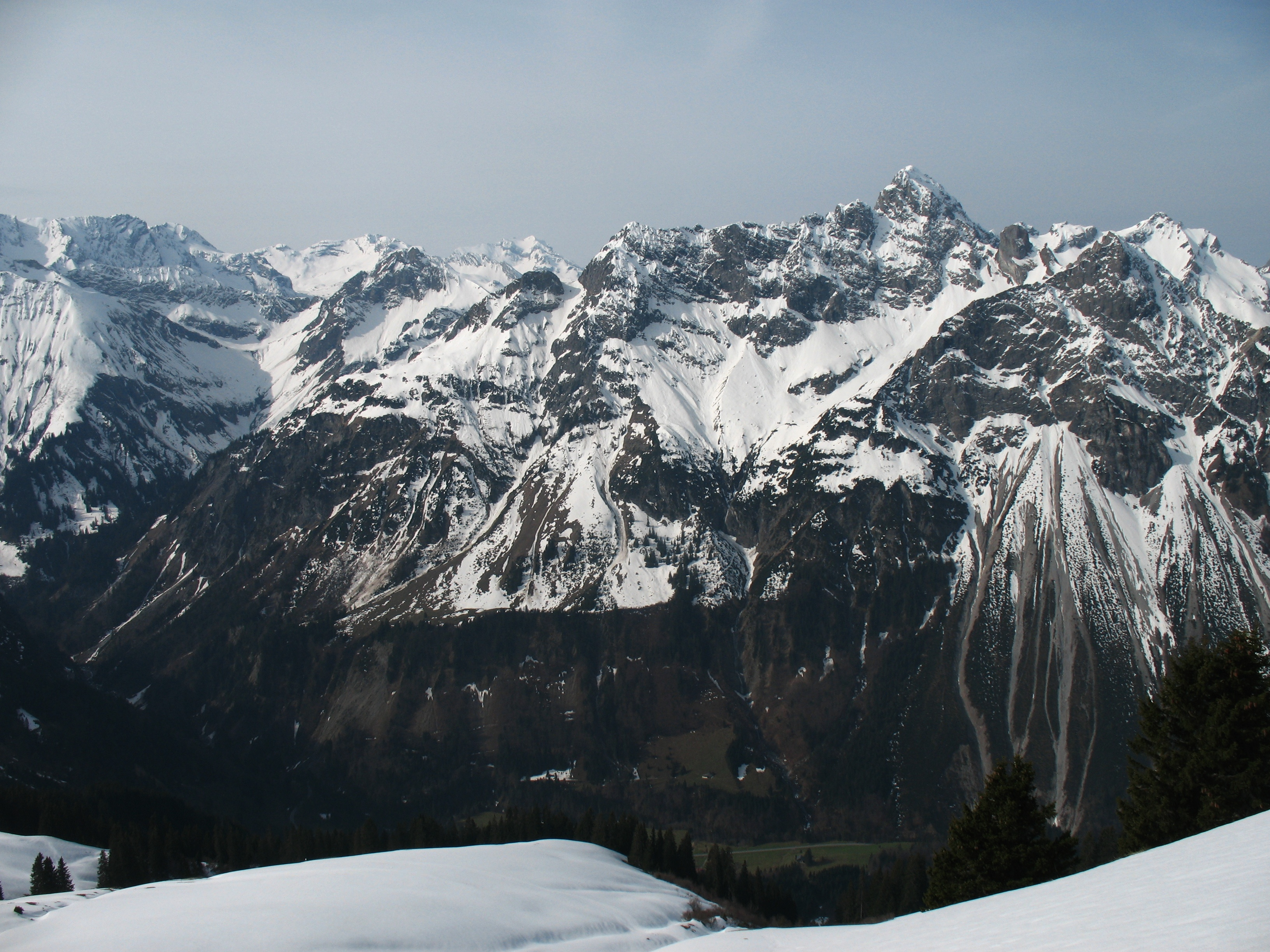

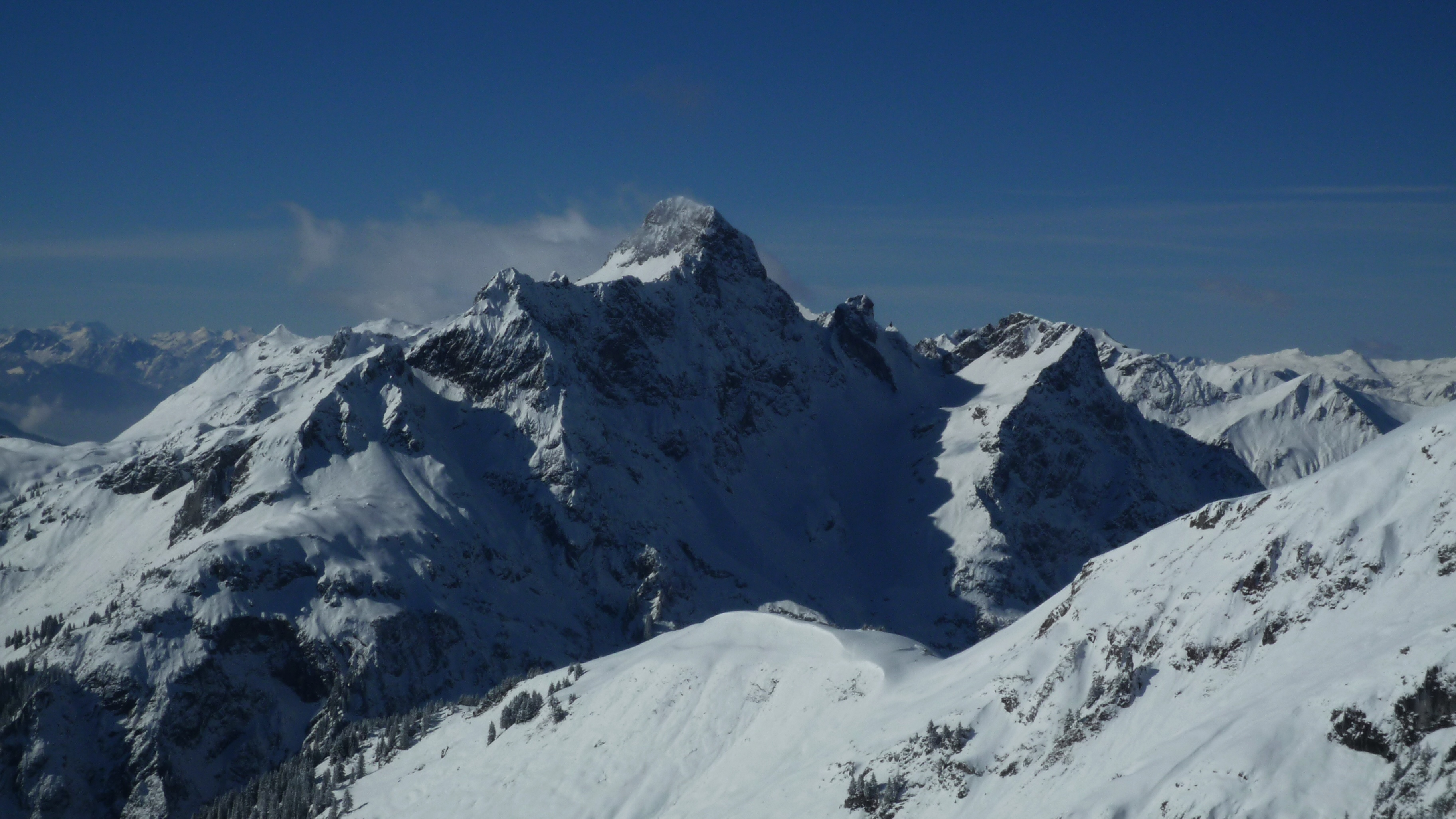

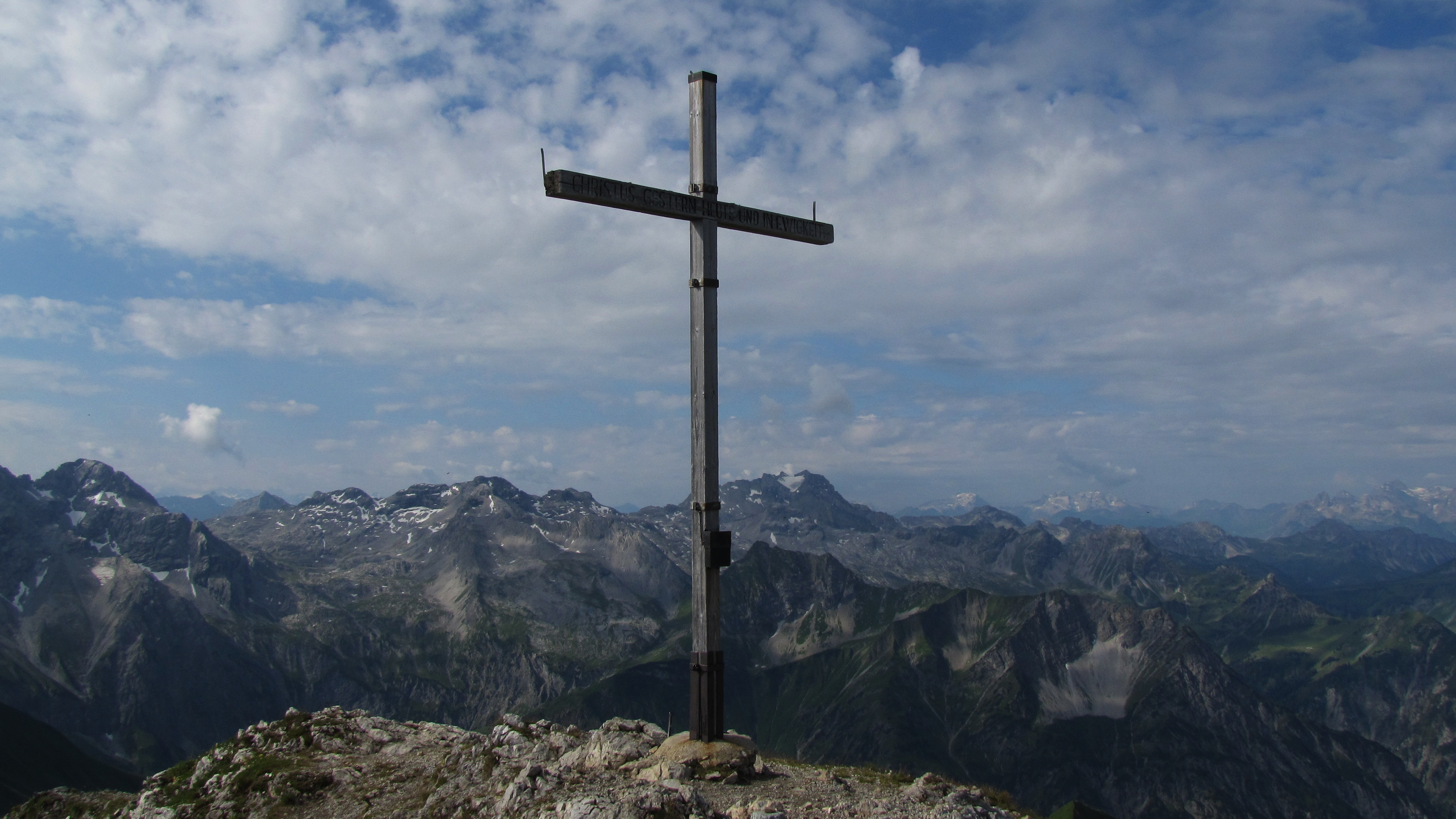

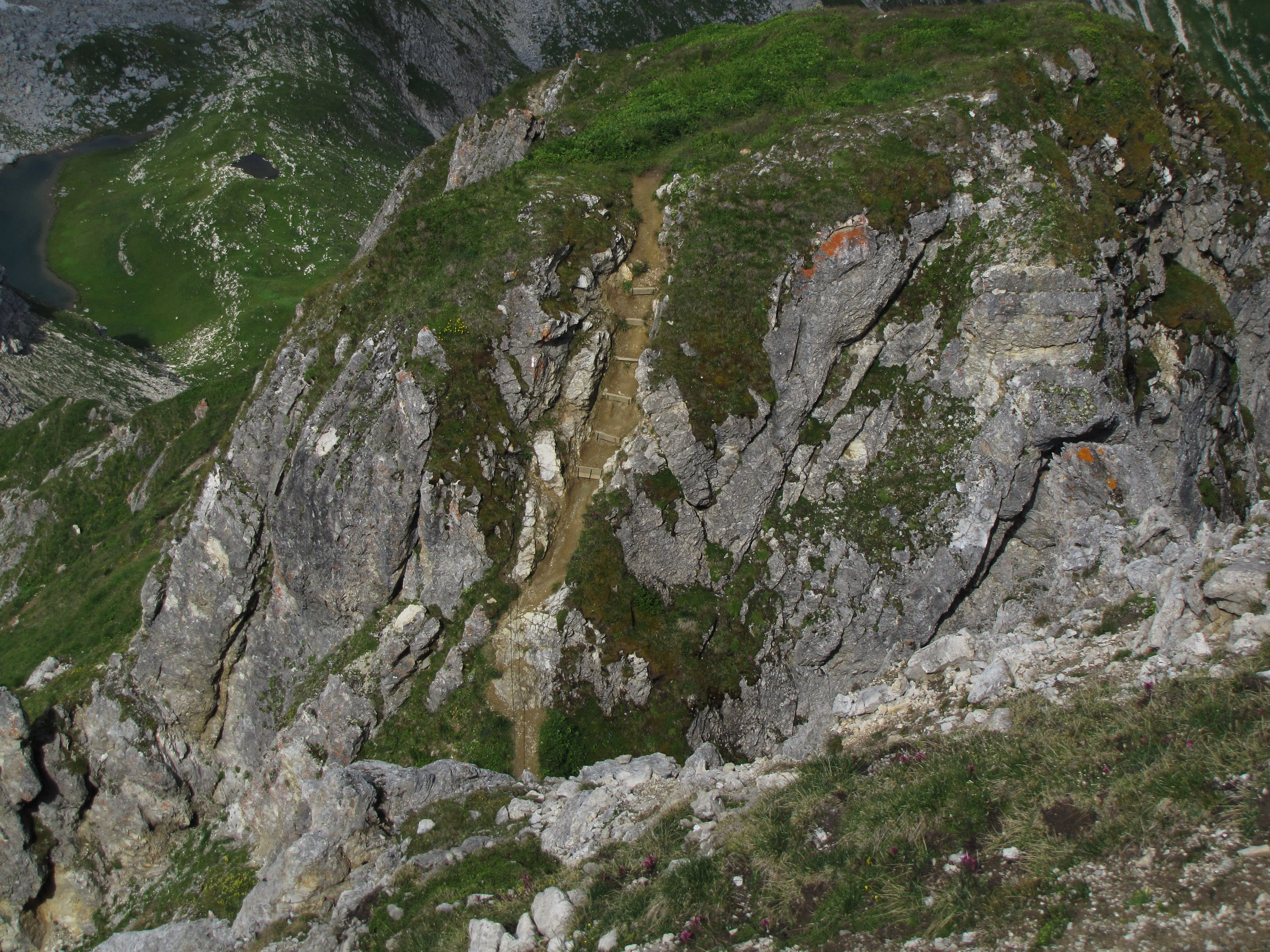

47°16′18″N 10°1′49″E / 47.27167°N 10.03028°E
霍赫金采爾峰（德語：Hochkünzelspitze），是奧地利的山峰，位於該國西部，由福拉爾貝格州負責管轄，屬於萊希奎倫山脈的一部分，距離齊特克拉普芬山4.4公里，海拔高度2,397米。